# Tomás Marín González de Poveda
Tomás Marín González de Poveda (Lúcar, Almería, 26 de febrero de 1650 - Santiago de Chile; 20 de octubre de 1703) fue un administrador virreinal español y gobernador del Reino de Chile. Fue el fundador de la ciudad argentina de San Luis junto con el Cabildo de la ciudad en noviembre de 1691.

## Origen familiar y primeros años
Hijo de Tomás López Marín y de María González de Poveda. 
En 1669 (de diecinueve años) pasó al Perú, procedente de España, en compañía de su tío Bartolomé González de Poveda y en 1670 iría a Chile acompañando al gobernador Juan Henríquez. Retornó a España donde, en 1683, fue ascendido al grado de teniente general y designado Gobernador de Chile. Sin embargo, debido a que se vio obligado a esperar que Marcos José de Garro Senei de Artola José del Garro -quien ejercía la gobernación en esos momentos- terminara su período, Marín de Poveda solo pudo asumir el cargo en 1692; estando en él hasta 1700. 

## Fundador de San Luis
En noviembre de 1691 fundó y estableció definitivamente la ciudad de San Luis de La Punta , nuevas investigaciones indican (certificado en distintos documentos) que Don Luis Jufre nunca concreto la fundación y población efectiva, por lo tanto, ni Luis Jufre ni los españoles que lo acompañaron se radicaron efectivamente en San Luis. Sería el gobernador de Chile Tomas Marín de Poveda quien lo fundó el 13 de noviembre de 1691, junto a algunos vecinos del cabildo de la ciudad. Realizó la traza, ubicó la plaza (Plaza Independencia), repartió lotes chacras y estancias condicionados a que se poblara el lugar.
Así lo informa él al rey de España, cuando le dice que cuando vino halló “que la población de sus vecinos era muy deforme y desigual a la vida política y sociable porque siendo muy pocas las casas de su vecindad […] estaban repartidas en mucha distancia y ordené que se redujesen a la cercanía de la iglesia parroquial repartiéndoles solares para que en ellos pudieran fabricar sus casas y formar plaza y calles para los usos públicos de su conveniencia.

## Gobernador de Chile
Dos meses después de su arribo a Santiago, vía Buenos Aires, invita al decano y al fiscal de la Audiencia a que le acompañen a Concepción a presidir el reparto de los dos situados llegados desde el Potosí a fines del año anterior. Por las excusas de ambos funcionarios, el gobernador debió partir sin ellos, llevando un arreo de mil caballos para el ejército.
Su administración estuvo marcada por la Guerra de Arauco, las expediciones de varios piratas por las costas de Chile, y las competencias y problemas con funcionarios de la Real Audiencia de Santiago. En 1702 fue agraciado con un título nobiliario del que no sacó el correspondiente despacho.
Durante su gobierno se fundaron las ciudades de Rengo (Villa Deseada) y de Chimbarongo.

## Matrimonio y descendencia
Se casó con Juana de Urdanegui y Luján, hija de Juan de Urdanegui y López de Inoso, 1.er marqués de Villafuerte, y de Constanza de Luján y Recalde. Fueron sus hijos:
1. José Valentín Marín de Poveda y Urdanegui, 1.er marqués de la Cañada Hermosa de San Bartolomé. Contrajo matrimonio en Santiago el 17 de enero de 1752 con Ana Azúa y de Iturgoyen. Con sucesión.
2. Juan José Marín de Poveda y Urdanegui, muerto el 23 de enero de 1765. Religioso; doctor en Cánones y Leyes; Deán de la Catedral de Lima.
3. María Constanza Marín de Poveda y Urdanegui.
4. Catalina Marín de Poveda y Urdanegui.
5. Juana Marín de Poveda y Urdanegui.
6. Josefa Marín de Poveda y Urdanegui.

| Precedido por: Marcos José de Garro Senei de Artola 1682-1692 | Gobernador del Reino de Chile 1692-1700 | Sucedido por: Francisco Ibáñez de Segovia y Peralta 1700-1709 |